# Rajd Argentyny 1981
Rajd Argentyny 1981 (3. Rally Codasur) – rajd samochodowy rozgrywany w Argentynie od 18 do 23 lipca 1981 roku. Była to siódma runda Rajdowych Mistrzostw Świata w roku 1981. Rajd był rozegrany na szutrze.

## Zwycięzcy odcinków specjalnych[1]
| Dzień | OS | Nazwa                          | Długość   | Zwycięzca         | Czas              | Śr. prędkość      | Lider rajdu       |
| ----- | -- | ------------------------------ | --------- | ----------------- | ----------------- | ----------------- | ----------------- |
| 1     | 1  | La Pampa                       | 14,00 km  | Odcinek anulowany | Odcinek anulowany | Odcinek anulowany | Odcinek anulowany |
| 1     | 2  | Tapso – El Alto                | 32,10 km  | Ari Vatanen       | 16:33             | 116,37 km/h       | Ari Vatanen       |
| 1     | 3  | El Alto – Alijilan             | 30,00 km  | Timo Salonen      | 26:26             | 68,10 km/h        | Ari Vatanen       |
| 1     | 4  | Mundo-Nuevo – El Corte         | 33,20 km  | Timo Salonen      | 24:58             | 79,79 km/h        | Timo Salonen      |
|       |    |                                |           |                   |                   |                   | Timo Salonen      |
| 2     | 5  | Las Mesadas – Tafi del Valle   | 49,90 km  | Ari Vatanen       | 33:06             | 90,45 km/h        | Timo Salonen      |
| 2     | 6  | Quilmes – Cafayate             | 48,00 km  | Ari Vatanen       | 17:51             | 161,34 km/h       | Timo Salonen      |
| 2     | 7  | San Carlos – Escachi           | 127,00 km | Ari Vatanen       | 1:19.48           | 95,49 km/h        | Timo Salonen      |
| 2     | 8  | Cachi – Los Laureles           | 107,90 km | Guy Fréquelin     | 1:05.21           | 99,07 km/h        | Guy Fréquelin     |
| 2     | 8  | Guachipas – El Tala            | 123,50 km | Timo Salonen      | 1:34.15           | 78,62 km/h        | Guy Fréquelin     |
|       |    |                                |           |                   |                   |                   | Guy Fréquelin     |
| 3     | 10 | Alpachiri                      | 108,10 km | Timo Salonen      | 1:10.38           | 91,83 km/h        | Guy Fréquelin     |
| 3     | 11 | Andalgala – La Puntilla        | 74,80 km  | Jorge Recalde     | 31:16             | 143,54 km/h       | Timo Salonen      |
| 3     | 12 | Belen – Palo Seco              | 158,30 km | Timo Salonen      | 1:21.20           | 116,78 km/h       | Timo Salonen      |
| 3     | 13 | Amaicha – Tafi del Valle       | 55,40 km  | Timo Salonen      | 32:21             | 102,75 km/h       | Timo Salonen      |
|       |    |                                |           |                   |                   |                   | Timo Salonen      |
| 4     | 14 | Alberdi – San Antonio de Padua | 82,70 km  | Timo Salonen      | 54:07             | 91,69 km/h        | Timo Salonen      |
| 4     | 15 | Portuezuelo – El Vallecito     | 117,90 km | Guy Fréquelin     | 1:29.21           | 79,17 km/h        | Guy Fréquelin     |
| 4     | 16 | Frias – Lavalle                | 100,80 km | Jorge Recalde     | 1:13.56           | 81,80 km/h        | Guy Fréquelin     |
| 4     | 17 | Santa Catalina – T. de Rio     | 83,00 km  | Jorge Recalde     | 39:44             | 125,34 km/h       | Guy Fréquelin     |

## Wyniki końcowe rajdu[2]
| Pierwsza dziesiątka | Pierwsza dziesiątka | Pierwsza dziesiątka  | Pierwsza dziesiątka  | Pierwsza dziesiątka | Pierwsza dziesiątka | Pierwsza dziesiątka | Pierwsza dziesiątka |
| Msc.                | Nr. sam.            | Kierowca             | Samochód             | Grupa               | Czas                | Str.                | Punkty              |
| Msc.                | Nr. sam.            | Pilot                | Zespół               | Kategoria           |                     | Str.                | Punkty              |
| ------------------- | ------------------- | -------------------- | -------------------- | ------------------- | ------------------- | ------------------- | ------------------- |
| 1.                  | 2                   | Guy Fréquelin        | Talbot Sunbeam Lotus | 2                   | 14:22.52            | 0.00                | 20                  |
| 1.                  | 2                   | Jean Todt            | Talbot Sport         | 4                   |                     | =                   | 20                  |
| 2.                  | 1                   | Shekhar Mehta        | Datsun Violet GT     | 4                   | 15:01.04            | + 38.12             | 15                  |
| 2.                  | 1                   | Yvonne Mehta         | Ma. Ma. Sa.          | 3                   |                     | + 38.12             | 15                  |
| 3.                  | 5                   | Jorge Recalde        | Datsun 160J          | 2                   | 16:01.19            | + 1:38.27           | 12                  |
| 3.                  | 5                   | Jorge del Buono      | Ma. Ma. Sa.          | 3                   |                     | + 1:00.15           | 12                  |
| 4.                  | 9                   | Ernesto Soto         | Renault 12 TS        | 1                   | 17:12.50            | + 2:49.58           | 10                  |
| 4.                  | 9                   | Carlos Silva         | Ernesto Soto         | 3                   |                     | + 1:11.31           | 10                  |
| 5.                  | 19                  | Ricardo Albertengo   | Peugeot 504          | 2                   | 17:38.35            | + 3:15.43           | 8                   |
| 5.                  | 19                  | Oscar Alberto        | Ricardo Albertengo   | 3                   |                     | + 25.45             | 8                   |
| 6.                  | 26                  | Luis Etchegoyen      | Ford Escort 1.6      | 2                   | 17:45.30            | + 3:22.38           | 6                   |
| 6.                  | 26                  | Natalio Horowitz     | Luis Etchegoyen      | 2                   |                     | + 6.55              | 6                   |
| 7.                  | 8                   | Federico West        | Ford Escort 1.6      | 2                   | 18:04.32            | + 3:41.40           | 4                   |
| 7.                  | 8                   | Gregorio Assadourian | Federico West        | 2                   |                     | + 19.02             | 4                   |
| 8.                  | 50                  | Luís Romero          | Renault 12 TS        | 1                   | 18:37.21            | + 4:16.29           | 3                   |
| 8.                  | 50                  | Alberto Sora         | Luís Romero          | 3                   |                     | + 34.49             | 3                   |
| 9.                  | 49                  | Miguel Tubal         | Datsun 160J          | 2                   | 18:57.21            | + 4:35.29           | 2                   |
| 9.                  | 49                  | Jorge Guiral         | Miguel Tubal         | 3                   |                     | + 19.00             | 2                   |
| 10.                 | 31                  | Horacio Maglione     | Peugeot 504          | 2                   | 19:11.59            | + 4:49.07           | 1                   |
| 10.                 | 31                  | Javier Concepcíon    | Horacio Maglione     | 3                   |                     | + 13.38             | 1                   |

## Klasyfikacja generalna po 7 rundach

### Kierowcy
|   | Msc. | Kierowca         | Pkt. |
| - | ---- | ---------------- | ---- |
| = | 1    | Guy Fréquelin    | 66   |
| 2 | 2    | Shekhar Mehta    | 43   |
| 1 | 3    | Markku Alén      | 39   |
| 1 | 4    | Ari Vatanen      | 35   |
| = | 5    | Bernard Darniche | 26   |

### Producenci
|   | Msc. | Producent | Pkt. |
| - | ---- | --------- | ---- |
| = | 1    | Talbot    | 84   |
| = | 2    | Datsun    | 76   |
| 1 | 3    | Ford      | 55   |
| 2 | 4    | Renault   | 50   |
| 2 | 5    | Opel      | 46   |